# 卡法阿扎大屠殺
2023年10月7日，大約70名哈馬斯武裝分子襲擊距離加沙地帶邊界約3公里（1.9英里）的卡法阿扎基布茨，屠殺居民並綁架幾名人質到加沙。截至10月10日，尚未清楚傷亡總人數；該基布茨在襲擊前有400名居民，而以色列國防軍花了幾天的時間才奪回了該基布茲的控制。

## 屠殺
2023年10月7日早上，大約70名哈馬斯武裝分子炸開隔離加沙地帶和以色列卡法阿扎基布茨的加沙—以色列隔離牆，闖入此社區。其進入距離加沙僅3（1.9英里）的布基茲後，武裝分子開始屠殺卡法阿扎的居民。哈馬斯武裝分子首先攻擊了社區的西側，那裡是靠近加沙的基布茲區域，其中一些住有小孩的家庭。基布茲中有曾受軍事訓練的成員，他們組成一支志願武裝隊伍，試圖抵抗入侵的武裝分子以保衛社區。基布茲的志願武裝隊伍在戰鬥中全數陣亡，武裝分子將攻擊範圍向四方擴展。武裝分子放火焚燒房屋，殺害居民。事後在社區中發現的屍體都是被捆綁雙手。根據BBC新聞指報導，大多數遇難者似乎都是在襲擊剛開始數小時內就被殺害。
截至2023年10月10日，士兵們仍在社區裡搜尋遺體。目前還不知道少居民在屠殺中被殺害，除此之外，武裝分子還綁架一些基布茲的居民作人質；美聯社記者在10月7日目睹武裝分子擄走的4名人質。以色列少將伊泰·韋魯夫說這場屠殺一宗恐怖主義攻擊。
在屠殺發生之前，該基布茲有400名居民。在襲擊後，以色列國防軍花了兩天半的時間才重新控制該基布茲。第71部隊的傘兵帶頭發起進攻，奪回卡法阿扎。
10月10日，記者們獲准進入了現場。哈馬斯也發布了襲擊的錄像。

## 另見
- 大屠杀列表
- 貝埃里大屠殺
- 雷姆音樂節大屠殺
- 尼爾奧茲大屠殺